# Minolta SR-2
Minolta SR-2 — малоформатный однообъективный зеркальный фотоаппарат, выпускавшийся компанией Minolta с 1958 по 1960 год. Камера стала первым 35-мм зеркальным фотоаппаратом этого бренда, и положила начало целому семейству Minolta SR.

## Историческая справка
На рубеже 1950-х и 1960-х годов японская фотопромышленность переживала период бурного развития. Сразу несколько компаний выпустили на рынок новые зеркальные камеры, в частности такие как Asahiflex II, Miranda T, Topcon R и Zunow. Японская школа фотоаппаратостроения заимствовала большинство технических решений из немецкой фотоаппаратуры, а разработка 35-мм зеркальных фотоаппаратов во многом опиралась на опыт создания Exakta, Praktiflex и Praktina. Малоформатные «зеркалки» в конце 1950-х годов набирали популярность, став серьёзным конкурентом дальномерной технике с таким же размером кадра. SR-2 стала первой зеркальной камерой Minolta, и благодаря использованным в ней техническим новшествам, оказалась значительной вехой не только для компании, но и для мирового фотоаппаратостроения в целом.

## Технические особенности
Minolta реализовала в камере принципиально новый механизм прыгающей диафрагмы. SR-2 стала третьей в мире после Praktina и Praktisix с приводом диафрагмы изнутри корпуса. Главное отличие от предшественников заключалось в поворотном рычаге привода вместо толкателя. Это позволило реализовать более удобный байонет, запирающийся не накидной гайкой, а поворотом объектива. Одновременно с его вращением соединяются рычаги поворотного привода диафрагмы. Байонет оказался настолько удачным, что с небольшими изменениями использовался Minolta вплоть до появления автофокуса. Аналогичное устройство привода диафрагмы в дальнейшем использовалось в большинстве байонетов зеркальной аппаратуры. Единственным недостатком SR-2 была необходимость взвода затвора для открытия диафрагмы, сработавшей в момент съёмки. Недостаток был устранён в следующей модели SR-3, а также в выпускавшейся параллельно упрощённой SR-1.
Вторым важнейшим нововведением стало зеркало постоянного визирования, автоматически возвращавшееся в рабочее положение сразу после срабатывания затвора. Большинство «зеркалок» той эпохи оснащались так называемым «залипающим» зеркалом, которое оставалось поднятым после срабатывания затвора, блокируя видоискатель. Minolta стала третьим в Японии производителем фототехники после Asahi Optical и Zunow, использовавшим такое зеркало. Благодаря перечисленным новациям, SR-2 в рекламных проспектах и публикациях называлась «полностью автоматической», несмотря на отсутствие какого-либо фотоэлектрического экспонометра. В те годы экспонометр считался излишеством, а к автоматике относили механику, исключающую дополнительные манипуляции, например, самосбрасывающийся счётчик кадров. Для упрощения расчётов экспозиции Minolta воспользовалась новейшей на тот момент аддитивной системой APEX. Шкалы диафрагм сменной оптики, как и головка выдержек, снабжены дополнительной разметкой в логарифмических значениях Av и Tv соответственно. Это позволяло выбирать экспозиционные параметры на основе светового числа LV простым сложением значений дополнительных шкал. Однако, в следующей модели SR-3, рассчитанной на использование приставного экспонометра, от этой системы отказались.
Minolta SR-2 одной из первых получила механизм сопряжения с приставным электроприводом, опередив знаменитый Nikon F на год. Но, к сожалению, Minolta так и не освоила этот тип устройств для семейства SR, и в последующих моделях гнездо сопряжения отсутствует.